# Ахметов, Мади Абылаевич
Мади Абылаевич Ахметов (каз. Мәди Абылайұлы Ахметов; род. 18 сентября 1995, Алма-Ата) — казахстанский общественный и политический деятель, депутат Мажилиса Парламента Республики Казахстан VIІ созыва (2021—2023). Самый молодой депутат парламента в истории независимого Казахстана (25 лет 3 месяца 28 дней на дату вступления в должность).

## Биография
В 2017 году окончил Казахский национальный университет имени аль-Фараби по специальности «Журналистика» (бакалавр социальных знаний), в 2019 году — по специальности «Политология» (магистр социальных наук).
Трудовую деятельность начал в гуманитарном центре «Медиасфера» при факультете журналистики Казахского Национального университета имени аль-Фараби в качестве стажёра-исследователя. Принимал участие в республиканской экспедиции «Қазақ елі».
В 2017 году координировал работу 500 волонтёров во время проведения 28-й всемирной зимней Универсиады.
В 2017—2018 годы работал председателем Алматинского городского филиала молодёжного крыла «Jas Otan» при партии «Nur Otan». С апреля по август 2018 года трудился в качестве менеджера по связи с общественностью Университета международного бизнеса.
С сентября 2018 года по февраль 2019 года работал заместителем декана по воспитательной работе АО «Международный университет информационных технологий».
Во время пандемии COVID-19 в рамках акции «Біз біргеміз» (Мы вместе) координировал работу 200 волонтёров-жасотановцев по городу Алматы. Также участвовал в оказании помощи пострадавшим от взрыва арсенала боеприпасов в городе Арыс и пострадавшим от наводнения в Мактааральском районе Туркестанской области.
В 2019 году избран членом Общественного совета города Алматы.
С 15 января 2021 года по 19 января 2023 года — депутат Мажилиса Парламента Республики Казахстан VIІ созыва, член фракции партии «Нур Отан» (в 2022 году переименована в партию «Аманат»).
С 23 декабря 2023 года — руководитель управления по вопросам молодёжной политики Алматинской области.

## Деятельность в Жас Отан и в Мажилисе
В июне 2019 года на международной научной конференции "30 лет лидерства", которая была посвящена 30-летнему пребыванию Нурсултана Назарбаева на посту президента, Ахметов предложил установить ему памятник.
12 января на официальном сайте партии Nur Otan появился список из 76 человек, кто вошел в новый состав мажилиса от правящей партии. 25-летний жасотановец Ахметов был в их числе.
Казахстанский юрист, оушенмен (переплыл пролив Ла-Манш в 2019 году) Ержан Есимханов на своей странице в Instagram высказался с критикой Ахметова, говоря что в высший законодательный орган страны должны попадать граждане со значительными достижениями перед обществом.
В мажилис попадает человек, о котором известно только то, что он предлагал поставить памятник Елбасы. Кстати, от лица молодежи Казахстана. Никто из представителей молодежи Казахстана, с кем я разговаривал, не припомнил, чтобы он поручал этому человеку что-то похожее.
В 2022 году Ахметов, в качестве депутата Мажилиса, проголосовал за упразднение Конституционного закона «О первом президенте – Елбасы», который был принят во время президентства Нурсултана Назарбаева и рассматривался критиками как законодательный базис строившегося десятилетиями культа личности. В законе прописаны широкие привилегии Назарбаева, а сам он назван «основателем нового независимого государства», обеспечившим «единство, защиту Конституции, прав и свобод человека и гражданина».

## Награды
- Медаль «Народная благодарность» (2020)